# Siegfried Korach
Siegfried Samuel Korach (* 30. Juni 1855 in Posen; † 1. Juli 1943 in Theresienstadt) war ein deutscher Arzt.

## Leben und Wirken

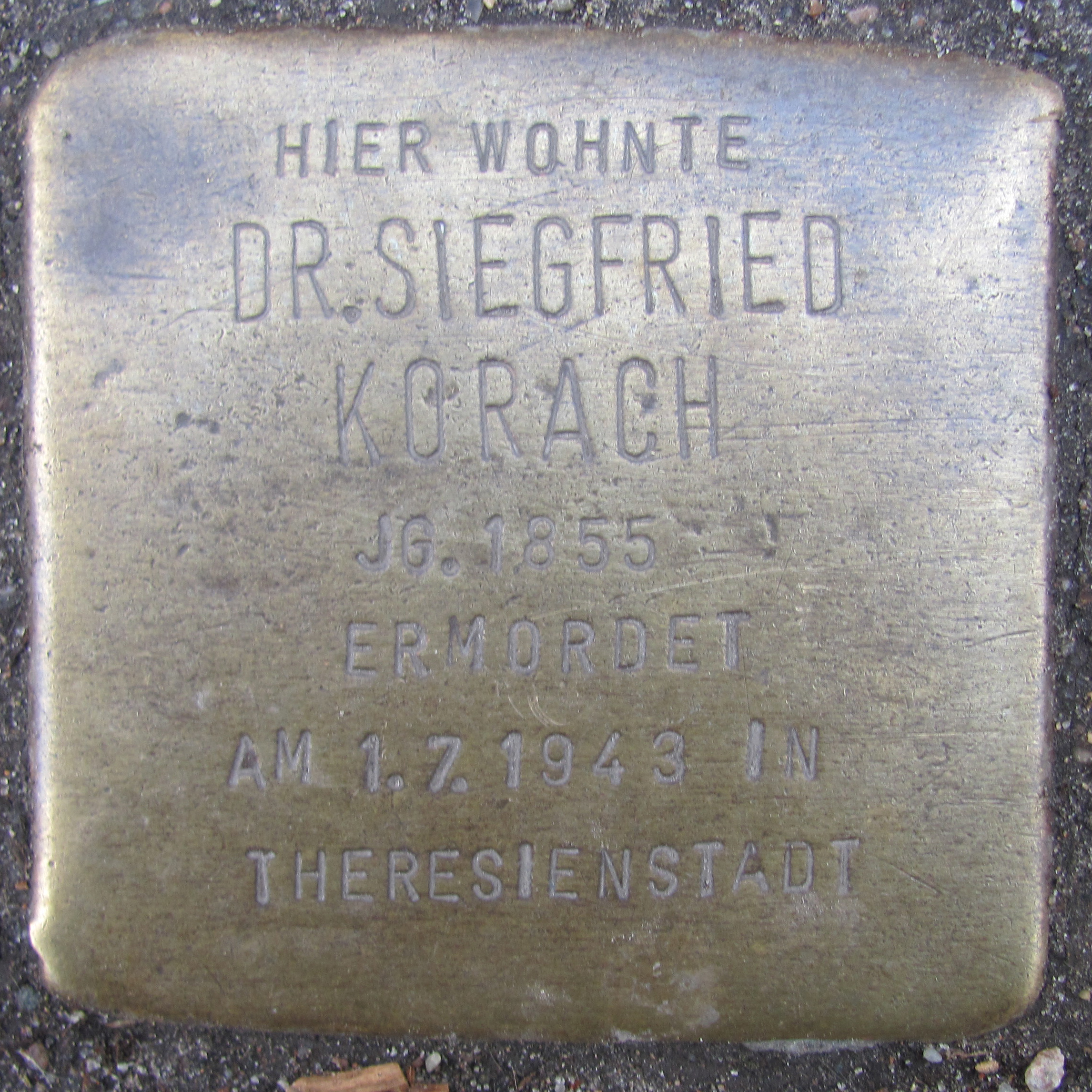
Ein Stolperstein für Siegfried Korach in Hamburg-Rotherbaum

Siegfried Korach stammte aus Posen, wo sein Vater als Arzt praktizierte. Dem Vorbild des Vaters folgend absolvierte er 1878 in Breslau das medizinische Examen. Anschließend absolvierte er in Köln eine Ausbildung als praktischer Arzt. 1881 ging er als Internist an das Israelitische Krankenhaus in Hamburg, wo er kurze Zeit später die Innere Abteilung leitete. 1886 übernahm er als leitender Oberarzt die medizinische Abteilung. Während des Ersten Weltkriegs leitete er ein dem Krankenhaus angegliedertes Reservelazarett. Er ging 1930 als Spezialist für Nerven- und Herzkrankheiten in den Ruhestand.
Korach engagierte sich lebenslang für soziale Zwecke, so im Rahmen der Choleraepidemie von 1892. Der Hamburger Senat verlieh ihm für seine wissenschaftlichen Arbeiten zur Behandlung der Tuberkulose 1917 einen Professorentitel. In den 1920er Jahren gehörte er als Ärztevertreter der Ärztekammer an. In der Hamburger Gesundheitsbehörde vertrat er das Israelitische Krankenhaus in mehreren Gremien. Neben der Tätigkeit als Arzt bildete er auch Krankenschwestern aus. Er übernahm die ärztliche Leitung des Jüdischen Waisenhauses und des Alten- und Siechenheims, die er auch im Ruhestand fortführte.
Die Nationalsozialisten entzogen dem mittlerweile erblindeten Korach 1938 die Approbation. Eine Haushaltshilfe kümmerte sich um ihn und die Ehefrau Mathilde. Das Ehepaar hatte eine früh verstorbene Tochter namens Gretel, verheiratete Dreyfuss, gehabt. Die Machthaber planten, beide am 23. Juni 1943 in das Ghetto Theresienstadt zu deportieren. Mathilde Korach starb vier Tage zuvor. Siegfried Korach musste den Zug besteigen, der am 25. Juni 1943 im Ghetto ankam. Dort starb er fünf Tage später. Ein jüdischer Arzt hielt auf dem Totenschein als Ursache „Altersschwäche“ fest.
Seit 1965 trägt die „Korachstraße“ in Hamburg-Lohbrügge den Namen des Mediziners. 2002 wurde vor seinem ehemaligen Wohnhaus an der Hartungstraße 1 ein Stolperstein für ihn verlegt.